# Janet Mead
Janet Mead (Adelaide, 1938 – aldaar, 26 januari 2022) was een Australische rooms-katholieke religieuze, zangeres en lerares; die bekend werd door haar rockversie van The Lord's Prayer.

## Carrière
Mead formeerde op 17-jarige leeftijd een rockband met de naam The Rock Band om de wekelijkse eucharistieviering in de plaatselijke kerk te voorzien van muziek. Ze studeerde piano bij het Adelaide Conservatorium, voordat ze zich vervoegde bij de orde van de Sisters of Mercy en muzieklerares werd op twee plaatselijke katholieke scholen. Ze begon begin jaren 1970 onderzoek te doen naar het Rock Mass-concept en hoopte de kerkdienst interessanter en toegankelijker te maken voor haar leerlingen. Dit leidde tot een succesvolle reeks rockmissen die ze hield in de Adelaide Cathedral.
Mead begon met professionele opnamen van haar muziek voor scholen en kerken in 1973. Later in dat jaar ging ze naar Sydney voor een opnamesessie bij Festival Records, geproduceerd door Martin Erdman.
Festival Records vroeg haar om een cover op te nemen van de Donovan-song Brother Sun, Sister Moon, die werd geschreven voor de soundtrack van de gelijknamige film van Franco Zeffirelli, maar Martin Erdman wilde een rock-arrangement opnemen van The Lord's Prayer om te dienen als B-kant. De single werd de eerste Australische opname, waarvan meer dan een miljoen exemplaren werden verkocht in de Verenigde Staten, met goud voor Mead en Erdman. Mead schonk haar aandeel aan de liefdadigheid, terwijl Festival Records hun deel van de opbrengst gebruikten om een van hun studio's op te knappen.
Het buitengewone succes van de single leidde tot de opname van het album With You I Am (#19, juli 1974). Haar tweede album A Rock Mass was een volledige opname van een van haar nu bekende rockmissen. Ze plaatste zich nog een keer in de Amerikaanse hitlijst met de single Take My Hand, maar deze kon niet meer evenaren aan haar eerste succes.
Ondanks de intense mediabelangstelling besloot ze geen carrière in de popmuziek te maken, aangezien ze bescheiden en mediaschuw was. Ze beschreef nu het succes als een verschrikkelijke tijd in haar leven. Het wereldwijde succes leidde tot zo'n druk dat ze een geloofscrisis kreeg. Haar derde album, opgenomen in 1983, werd opgeborgen in de kluizen van Festival Records, nadat Mead zich had teruggetrokken uit de spotlights. De tapes werden herontdekt door Martin Erdman en sommige nummers, inclusief een nieuwe versie van The Lord's Prayer, werden bijgevoegd aan het album A Time to Sing (1999). Het album werd uitgebracht als onderdeel van de festiviteiten van de 25ste verjaardag van de hitsingle.
Mead deed geen afstand van haar liefde voor de muziek en de optredens en keerde in het heden weer terug op het podium. In oktober 2001 regisseerde ze de jaarlijkse producties van de Romero Company in het Melbourne Trades Hall Auditorium, een creatieve aanpassing door Damien Mead van Les Misérables van Victor Hugo.
In 2004 ontving Mead de Yamaha Golden Gospel Award als erkentelijkheid voor haar diensten aan de Australische christelijke muziek bij de Australian Gospel Music Awards in Canberra. Martin Erdman ontving samenvallend ook de Yamaha Golden Gospel Award en presenteerde de korte speelfilm Sister Janet Mead tijdens deze awards, die werden gecoördineerd door de Australian Gospel Music Association.
Mead had ook een opname uitgebracht met de conservatieve charismatische religieuze beweging, bekend als de Romero Community.

## Overlijden
Sister Janet Mead overleed in januari 2022 op 83 of 84-jarige leeftijd.
- Australian Women's Register: AWE4182b
- Library of Congress Control Number: n91072418
- MusicBrainz: ad9b81e7-d8e9-48f2-b6bc-5782d14c2365
- Virtual International Authority File: 142033798